# Scilla leepii
Scilla leepii är en sparrisväxtart som beskrevs av Franz Speta. Scilla leepii ingår i blåstjärnesläktet som ingår i familjen sparrisväxter. Inga underarter finns listade i Catalogue of Life.

## Bilder

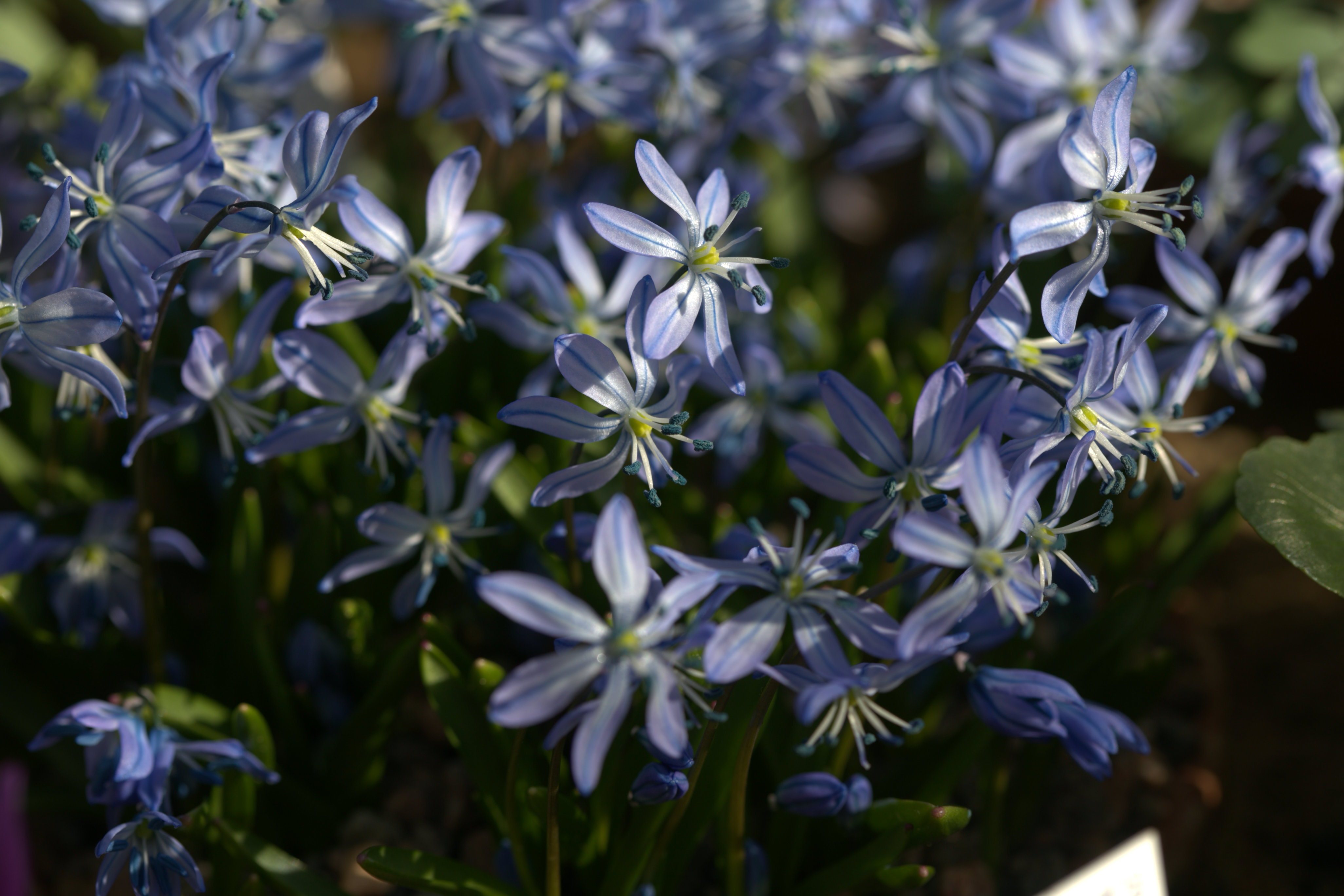